# Championnats d'Europe juniors d'athlétisme 1970, résultats détaillés
Les Championnats d'Europe juniors d'athlétisme 1970 se sont déroulés à Paris-Colombes, en France.
Voici les résultats détaillés.
| Courses: 100 m - 200 m - 400 m - 800 m - 1 500 m - 3 000 m Obstacles: 100 m haies - 110 m haies - 400 m haies - 2 000 m steeple Marche: 10 000 m marche Sauts: Hauteur - Longueur - Triple saut - Perche Lancers: Javelot - Disque - Poids - Marteau Relais: 4 × 100 m - 4 × 400 m Epreuves combinées: Décathlon - Pentathlon Tableau des médailles - Légendes - Liens externes |

## Résultats

### 100m
| Rang | Pays                 | Athlète                | Temps   |
| ---- | -------------------- | ---------------------- | ------- |
| 1    | Allemagne de l'Ouest | Franz-Peter Hofmeister | 10 s 61 |
| 2    | France               | Dominique Chauvelot    | 10 s 65 |
| 3    | France               | Jean-Paul Dubuisson    | 10 s 73 |
| 4    | Union soviétique     | Vladimir Lovetskiy     | 10 s 78 |
| 5    | RDA                  | Jorg Pfeifer           | 10 s 81 |
| 6    | Allemagne de l'Ouest | Michael Van Wickeren   | 10 s 91 |
| 7    | Tchécoslovaquie      | Jaroslav Matoušek      | 11 s 00 |
| 8    | Roumanie             | Tamas Szabo            | 11 s 01 |

| Rang | Pays             | Athlète         | Temps   |
| ---- | ---------------- | --------------- | ------- |
| 1    | Pologne          | Helena Kerner   | 12 s 10 |
| 2    | Royaume-Uni      | Andrea Lynch    | 12 s 19 |
| 3    | Royaume-Uni      | Helen Golden    | 12 s 23 |
| 4    | Pays-Bas         | Riet Vandenberg | 12 s 28 |
| 5    | Pays-Bas         | Cora Hofman     | 12 s 29 |
| 6    | Union soviétique | Alla Seryogina  | 12 s 46 |
| 7    | RDA              | Marion Wagner   | 12 s 46 |
| 8    | France           | Emma Sulter     | 12 s 52 |

### 200 m
| Rang | Pays                 | Athlète                | Temps   |
| ---- | -------------------- | ---------------------- | ------- |
| 1    | Allemagne de l'Ouest | Franz-Peter Hofmeister | 21 s 49 |
| 2    | Union soviétique     | Aleksandr Zhidkikh     | 21 s 80 |
| 3    | Union soviétique     | Sergey Korovin         | 21 s 80 |
| 4    | RDA                  | Jorg Pfeifer           | 22 s 24 |
| 5    | Italie               | Pietro Mennea          | 22 s 44 |
| 6    | Tchécoslovaquie      | Miroslav Tulis         | 22 s 52 |
| 7    | France               | Jean-Paul Dubuisson    | 22 s 56 |
| 8    | France               | Philippe Leroux        | 22 s 85 |

| Rang | Pays                 | Athlète              | Temps   |
| ---- | -------------------- | -------------------- | ------- |
| 1    | Royaume-Uni          | Helen Golden         | 24 s 34 |
| 2    | Allemagne de l'Ouest | Annegret Kroniger    | 24 s 64 |
| 3    | France               | Véronique Grandrieux | 24 s 72 |
| 4    | RDA                  | Ellen Strophal       | 24 s 85 |
| 5    | Pays-Bas             | Akke Brijker         | 25 s 21 |
| 6    | Union soviétique     | Lyudmila Zharkova    | 25 s 58 |
| 0    | Pays-Bas             | Cora Hofman          | DNF     |
| 0    | Pologne              | Urszula Soszka       | DNS     |

### 400m
| Rang | Pays                 | Athlète            | Temps   |
| ---- | -------------------- | ------------------ | ------- |
| 1    | Royaume-Uni          | Peter Beaven       | 47 s 11 |
| 2    | Allemagne de l'Ouest | Ulrich Reich       | 47 s 36 |
| 3    | RDA                  | Andreas Scheibe    | 47 s 65 |
| 4    | France               | Patrick Salvador   | 47 s 96 |
| 5    | France               | Lionel Malingre    | 48 s 08 |
| 6    | Roumanie             | Francisc Gedeon    | 48 s 63 |
| 7    | RDA                  | Ralf-Peter Schultz | 49 s 41 |
| 8    | Union soviétique     | Semyon Kocher      | 49 s 56 |

| Rang | Pays                 | Athlète             | Temps   |
| ---- | -------------------- | ------------------- | ------- |
| 1    | RDA                  | Monika Zehrt        | 54 s 00 |
| 2    | Pologne              | Bozena Zientarska   | 54 s 61 |
| 3    | RDA                  | Brigitte Rohde      | 55 s 07 |
| 4    | Bulgarie             | Svetla Zlateva      | 55 s 46 |
| 5    | France               | Chantal Leclerc     | 55 s 82 |
| 6    | Allemagne de l'Ouest | Brigitte Koczelnik  | 56 s 00 |
| 7    | Pologne              | Canuta Gaska        | 56 s 63 |
| 8    | Union soviétique     | Lidiya Svershikhina | 57 s 35 |

### 800 m
| Rang | Pays                 | Athlète               | Performance   |
| ---- | -------------------- | --------------------- | ------------- |
| 1    | RDA                  | Hans-Henning Ohlert   | 1 min 50 s 96 |
| 2    | Union soviétique     | Vladimir Zimin        | 1 min 51 s 39 |
| 3    | RDA                  | Ulrich Keufner        | 1 min 51 s 41 |
| 4    | Danemark             | Sven-Erik Nielsen     | 1 min 51 s 43 |
| 5    | Union soviétique     | Aleksandr Kamyshanov  | 1 min 52 s 19 |
| 6    | Autriche             | Robert Ernst          | 1 min 52 s 23 |
| 7    | France               | Alain Caron           | 1 min 52 s 30 |
| 8    | Allemagne de l'Ouest | Hans-Joachim Meinecke | 1 min 52 s 42 |

| Rang | Pays                 | Athlète           | Performance   |
| ---- | -------------------- | ----------------- | ------------- |
| 1    | RDA                  | Waltraud Pohland  | 2 min 05 s 29 |
| 2    | Allemagne de l'Ouest | Sylvia Schenk     | 2 min 05 s 30 |
| 3    | Union soviétique     | Galina Vaingarten | 2 min 06 s 45 |
| 4    | Royaume-Uni          | Mary Sonner       | 2 min 07 s 57 |
| 5    | France               | Martine Duvivier  | 2 min 07 s 97 |
| 6    | France               | Chantal Jouvhomme | 2 min 08 s 38 |
| 7    | Danemark             | Birgitte Jennes   | 2 min 08 s 61 |
| 8    | Suède                | Ragnhild Skoog    | 2 min 10 s 05 |

### 1 500 m
| Rang | Pays                 | Athlète              | Performance   |
| ---- | -------------------- | -------------------- | ------------- |
| 1    | RDA                  | Klaus-Peter Justus   | 3 min 51 s 39 |
| 2    | Allemagne de l'Ouest | Paul-Heinz Wellmann  | 3 min 51 s 79 |
| 3    | Espagne              | Francisco Morera     | 3 min 52 s 48 |
| 4    | Union soviétique     | Vladimir Yarovenko   | 3 min 53 s 99 |
| 5    | Royaume-Uni          | Paul Dennis          | 3 min 54 s 87 |
| 6    | France               | Jean-Luc Vanderperre | 3 min 55 s 95 |
| 7    | Irlande              | Tom Gregan           | 3 min 56 s 21 |
| 8    | Allemagne de l'Ouest | Thomas Wessinghage   | 3 min 57 s 68 |

| Rang | Pays             | Athlète            | Temps         |
| ---- | ---------------- | ------------------ | ------------- |
| 1    | RDA              | Katrin Clausnitzer | 4 min 24 s 17 |
| 2    | Royaume-Uni      | Christine Haskett  | 4 min 27 s 16 |
| 3    | Union soviétique | Olga Dvirna        | 4 min 28 s 37 |
| 4    | Royaume-Uni      | Angela Lovell      | 4 min 30 s 44 |
| 5    | Pays-Bas         | Carla Grimbergen   | 4 min 32 s 82 |
| 6    | Espagne          | Belen Azpeitia     | 4 min 34 s 32 |
| 7    | Suède            | Inger Knutsson     | 4 min 34 s 35 |
| 8    | Roumanie         | Natalia Andrei     | 4 min 34 s 49 |

### 3 000 m
| Rang | Pays             | Athlète                | Performance   |
| ---- | ---------------- | ---------------------- | ------------- |
| 1    | Belgique         | Herman Mignon          | 8 min 08 s 73 |
| 2    | Royaume-Uni      | John Boggis            | 8 min 10 s 43 |
| 3    | Union soviétique | Yuriy Korchenkov       | 8 min 11 s 15 |
| 4    | Finlande         | Raimo Kivinen          | 8 min 11 s 83 |
| 5    | Tchécoslovaquie  | Vlastimil Zwiefelhofer | 8 min 19 s 2  |
| 6    | Espagne          | Ramon Sanchez          | 8 min 20 s 8  |
| 7    | Italie           | Aldo Tomasini          | 8 min 23 s 0  |
| 8    | Union soviétique | Arnolds Bejnarovich    | 8 min 29 s 0  |

### 10 000 m marche
| Rang | Pays                 | Athlète                | Performance   |
| ---- | -------------------- | ---------------------- | ------------- |
| 1    | RDA                  | Lutz Lipowski          | 43 min 35 s 6 |
| 2    | Allemagne de l'Ouest | Peter Schuster         | 44 min 02 s 0 |
| 3    | Union soviétique     | Mikhail Alekseyev      | 44 min 19 s 4 |
| 4    | RDA                  | Karl-Heinz Stadtmuller | 44 min 50 s 0 |
| 5    | France               | Olivier Caviglioli     | 44 min 55 s 2 |
| 6    | Union soviétique     | Anatoliy Solomin       | 45 min 19 s 0 |
| 7    | Bulgarie             | Evgeni Semerdzhiev     | 45 min 44 s 8 |
| 8    | Espagne              | Victor Campos          | 45 min 58 s 2 |

### 110 m haies/100mhaies
| Rang | Pays                 | Athlète            | Temps   |
| ---- | -------------------- | ------------------ | ------- |
| 1    | Royaume-Uni          | Berwyn Price       | 14 s 21 |
| 2    | Pologne              | Miroslaw Wodzynski | 14 s 22 |
| 3    | RDA                  | Klaus Fiedler      | 14 s 22 |
| 4    | Allemagne de l'Ouest | Manfred Schumann   | 14 s 30 |
| 5    | France               | Emile Raybois      | 14 s 53 |
| 6    | Pologne              | Andrzej Roszak     | 14 s 54 |
| 7    | Italie               | Giuseppe Buttari   | 14 s 78 |
| 8    | France               | Daniel Marty       | 14 s 83 |

| Rang | Pays                 | Athlète             | Temps   |
| ---- | -------------------- | ------------------- | ------- |
| 1    | Pologne              | Grażyna Rabsztyn    | 14 s 06 |
| 2    | RDA                  | Monika Hys          | 14 s 11 |
| 3    | Allemagne de l'Ouest | Margarete Leidel    | 14 s 51 |
| 4    | RDA                  | Gabriele Schnicke   | 14 s 52 |
| 5    | Pologne              | Aurelia Januchowska | 14 s 58 |
| 6    | Union soviétique     | Natalya Oreshkina   | 14 s 71 |
| 7    | France               | Christine Floret    | 14 s 73 |
| 8    | Royaume-Uni          | Barbara Corbett     | 14 s 76 |

### 400mhaies
| Rang | Pays                 | Athlète            | Temps   |
| ---- | -------------------- | ------------------ | ------- |
| 1    | Union soviétique     | Dmitriy Stukalov   | 50 s 30 |
| 2    | France               | Jean-Pierre Perrot | 50 s 45 |
| 3    | Union soviétique     | Yauhen Hauvrylenka | 50 s 72 |
| 4    | France               | Marc Amiel         | 52 s 10 |
| 5    | Tchécoslovaquie      | Ivan Danis         | 52 s 23 |
| 6    | Allemagne de l'Ouest | Wolfgang Dietrichs | 52 s 57 |
| 7    | Royaume-Uni          | Paul Young         | 53 s 36 |
| 8    | Grèce                | Antonios Morfis    | 53 s 47 |

### 2 000 m steeple
| Rang | Pays                 | Athlète              | Performance   |
| ---- | -------------------- | -------------------- | ------------- |
| 1    | Pologne              | Bronisław Malinowski | 5 min 44 s 00 |
| 2    | Finlande             | Juhani Huhtinen      | 5 min 45 s 48 |
| 3    | Hongrie              | Elek Sari            | 5 min 45 s 48 |
| 4    | Pologne              | Marian Glod          | 5 min 46 s 75 |
| 5    | Tchécoslovaquie      | Martin Zvonicek      | 5 min 46 s 77 |
| 6    | Allemagne de l'Ouest | Michael Karst        | 5 min 47 s 43 |
| 7    | Union soviétique     | Vladimir Filonov     | 5 min 48 s 50 |
| 8    | Allemagne de l'Ouest | Alfred Pankow        | 5 min 49 s 66 |

### Saut en hauteur
| Rang | Pays                 | Athlète             | Hauteur |
| ---- | -------------------- | ------------------- | ------- |
| 1    | Tchécoslovaquie      | Jiří Palkovský      | 2,18 m  |
| 2    | Roumanie             | Csaba Dosa          | 2,16 m  |
| 3    | Hongrie              | Ferenc Doczi        | 2,06 m  |
| 4    | Finlande             | Johannes Lahti      | 2,06 m  |
| 5    | Tchécoslovaquie      | Vladimír Malý       | 2,04 m  |
| 6    | Union soviétique     | Vyacheslav Gokh     | 2,04 m  |
| 7    | Allemagne de l'Ouest | Peter Frost         | 2,04 m  |
| 8    | France               | Laurent Detchenique | 2,01 m  |

| Rang | Pays                 | Athlète               | Hauteur |
| ---- | -------------------- | --------------------- | ------- |
| 1    | Pays-Bas             | Mieke Van Doorn       | 1,74 m  |
| 2    | Union soviétique     | Svetlana Gontkovskaya | 1,74 m  |
| 3    | Allemagne de l'Ouest | Renate Gärtner        | 1,74 m  |
| 4    | Yougoslavie          | Stanka Lovse          | 1,70 m  |
| 5    | Italie               | Sara Simeoni          | 1,70 m  |
| 6    | Danemark             | Grith Ejstrup         | 1,67 m  |
| 7    | Hongrie              | Erika Rierpl          | 1,64 m  |
| 8    | France               | Nicole Duvilliers     | 1,64 m  |

### Saut en longueur
| Rang | Pays                 | Athlète            | Distance |
| ---- | -------------------- | ------------------ | -------- |
| 1    | Union soviétique     | Valeriy Podluzhniy | 7,87 m   |
| 2    | France               | Jacques Rousseau   | 7,81 m   |
| 3    | Yougoslavie          | Nenad Stekic       | 7,75 m   |
| 4    | RDA                  | Wolfram Lauterbach | 7,61 m   |
| 5    | Pologne              | Grzegorz Cybulski  | 7,45 m   |
| 6    | Hongrie              | Tibor Kandar       | 7,40 m   |
| 7    | Allemagne de l'Ouest | Rolf Overath       | 7,38 m   |
| 8    | France               | Marcel Piney       | 7,25 m   |

| Rang | Pays                 | Athlète           | Distance |
| ---- | -------------------- | ----------------- | -------- |
| 1    | Tchécoslovaquie      | Jarmila Nygrýnová | 6,27 m   |
| 2    | Royaume-Uni          | Moira Walls       | 6,26 m   |
| 3    | Allemagne de l'Ouest | Brigitte Gohrs    | 6,03 m   |
| 4    | Suède                | Anneli Olsson     | 6,02 m   |
| 5    | Suisse               | Isabella Lusti    | 6,01 m   |
| 6    | Roumanie             | Florica Boca      | 6,00 m   |
| 7    | Pologne              | Helena Kerner     | 5,89 m   |
| 8    | Pays-Bas             | Riet Vandenberg   | 5,86 m   |

### Triple saut
| Rang | Pays             | Athlète               | Distance |
| ---- | ---------------- | --------------------- | -------- |
| 1    | Union soviétique | Valeriy Podluzhniy    | 16,25 m  |
| 2    | Union soviétique | Anatoliy Golubtsov    | 16,05 m  |
| 3    | Hongrie          | Gabor Katona          | 16,03 m  |
| 4    | Italie           | Ezio Buzzelli         | 15,39 m  |
| 5    | Grèce            | Apostolos Kathiniotis | 15,28 m  |
| 6    | France           | André Rota            | 15,27 m  |
| 7    | Italie           | Claudio Moretti       | 15,26 m  |
| 8    | Danemark         | John Andersen         | 15,03 m  |

### Saut à la perche
| Rang | Pays                 | Athlète             | Hauteur |
| ---- | -------------------- | ------------------- | ------- |
| 1    | France               | François Tracanelli | 5,20 m  |
| 2    | France               | Serge Lefebvre      | 4,80 m  |
| 3    | Pologne              | Romuald Murawski    | 4,80 m  |
| 4    | Grèce                | Theodoros Tongas    | 4,70 m  |
| 5    | Union soviétique     | Yevgeniy Tananika   | 4,70 m  |
| 6    | Allemagne de l'Ouest | Heinz Busche        | 4,70 m  |
| 7    | Royaume-Uni          | Steve Chappell      | 4,30 m  |

### Lancer du javelot
| Rang | Pays             | Athlète           | Distance |
| ---- | ---------------- | ----------------- | -------- |
| 1    | Finlande         | Aimo Puska        | 76,98 m  |
| 2    | Union soviétique | Aleksandr Makarov | 74,92 m  |
| 3    | RDA              | Wolfgang Hanisch  | 73,22 m  |
| 4    | Pologne          | Czeslaw Borodziej | 71,58 m  |
| 5    | Union soviétique | Valentin Rytov    | 71,44 m  |
| 6    | Suède            | Jan-Olof Damgren  | 71,20 m  |
| 7    | Finlande         | Jarmo Sundholm    | 66,28 m  |
| 8    | Hongrie          | Ferenc Paragi     | 65,14 m  |

| Rang | Pays             | Athlète             | Distance |
| ---- | ---------------- | ------------------- | -------- |
| 1    | RDA              | Jacqueline Todten   | 55,20 m  |
| 2    | RDA              | Christine Schmidt   | 53,08 m  |
| 3    | Union soviétique | Inara Oshinya       | 52,36 m  |
| 4    | Bulgarie         | Penka Tsolova       | 49,24 m  |
| 5    | Union soviétique | Nadezhda Yakubovich | 49,08 m  |
| 6    | Italie           | Giuliana Amici      | 48,00 m  |
| 7    | Hongrie          | Vera Petz           | 47,74 m  |
| 8    | Pologne          | Jadwiga Saganowska  | 46,46 m  |

### Lancer du disque
| Rang | Pays                 | Athlète            | Distance |
| ---- | -------------------- | ------------------ | -------- |
| 1    | Union soviétique     | Aleksandr Nazhimov | 54,18 m  |
| 2    | RDA                  | Lothar Schlage     | 53,96 m  |
| 3    | Hongrie              | Pal Szauer         | 53,00 m  |
| 4    | Union soviétique     | Viktor Gutor       | 53,00 m  |
| 5    | Allemagne de l'Ouest | Karl-Willi Warth   | 51,12 m  |
| 6    | Tchécoslovaquie      | Zdenel Dvorak      | 49,16 m  |
| 7    | Suède                | Christer Hogrelius | 49,16 m  |
| 8    | Allemagne de l'Ouest | Klaus Hoffmann     | 49,24 m  |

| Rang | Pays             | Athlète          | Distance |
| ---- | ---------------- | ---------------- | -------- |
| 1    | Hongrie          | Klara Pogyor     | 48,26 m  |
| 2    | Roumanie         | Maria Illi       | 47,76 m  |
| 3    | Union soviétique | Irina Sapronova  | 47,50 m  |
| 4    | Pologne          | Anna Nowakowska  | 47,46 m  |
| 5    | Belgique         | Maggy Wauters    | 47,40 m  |
| 6    | RDA              | Margitta Ludewig | 45,42 m  |
| 7    | RDA              | Petra Gassmann   | 45,00 m  |
| 8    | Pologne          | Julita Zdulska   | 44,62 m  |

### Lancer du poids
| Rang | Pays                 | Athlète           | Distance |
| ---- | -------------------- | ----------------- | -------- |
| 1    | Allemagne de l'Ouest | Wolfgang Barthel  | 18,10 m  |
| 2    | RDA                  | Manfred Kaiser    | 17,40 m  |
| 3    | Tchécoslovaquie      | Jan Skoupy        | 17,11 m  |
| 4    | Bulgarie             | Valcho Stoev      | 16,94 m  |
| 5    | Bulgarie             | Mikhail Kyochev   | 16,93 m  |
| 6    | Union soviétique     | Aleksandr Nosenko | 16,44 m  |
| 7    | Allemagne de l'Ouest | Helmut Klose      | 16,39 m  |
| 8    | Pologne              | Andrzej Jozwiak   | 16,08 m  |

| Rang | Pays                 | Athlète          | Distance |
| ---- | -------------------- | ---------------- | -------- |
| 1    | RDA                  | Gabriele Moritz  | 16,91 m  |
| 2    | Allemagne de l'Ouest | Birgit Palzkill  | 16,56 m  |
| 3    | RDA                  | Margitta Ludewig | 15,98 m  |
| 4    | Union soviétique     | Nadezhda Yerokha | 15,32 m  |
| 5    | Hongrie              | Edith Armuth     | 13,57 m  |
| 6    | Pays-Bas             | Elna Schalk      | 12,93 m  |
| 7    | Autriche             | Erika Hofer      | 12,40 m  |

### Lancer du marteau
| Rang | Pays                 | Athlète            | Distance |
| ---- | -------------------- | ------------------ | -------- |
| 1    | Bulgarie             | Todor Manolov      | 65,16 m  |
| 2    | Union soviétique     | Aleksey Spiridonov | 64,88 m  |
| 3    | Union soviétique     | Sergey Korobov     | 64,32 m  |
| 4    | Allemagne de l'Ouest | Karl-Heinz Riehm   | 64,22 m  |
| 5    | RDA                  | Joachim Wendt      | 61,62 m  |
| 6    | France               | Daniel Mikolajczyk | 58,74 m  |
| 7    | France               | Guy Guerin         | 58,02 m  |
| 8    | Royaume-Uni          | Ian Chipchase      | 57,76 m  |

### 4 ×100mrelais
| Rang | Pays                 | Athlètes | Temps   |
| ---- | -------------------- | -------- | ------- |
| 1    | Union soviétique     |          | 40 s 18 |
| 2    | France               |          | 40 s 27 |
| 3    | Allemagne de l'Ouest |          | 40 s 55 |
| 4    | RDA                  |          | 41 s 04 |
| 5    | Roumanie             |          | 41 s 34 |
| 6    | Italie               |          | 41 s 60 |
| 0    | Suisse               |          | dnf     |

| Rang | Pays                 | Athlètes | Temps   |
| ---- | -------------------- | -------- | ------- |
| 1    | Pologne              |          | 45 s 26 |
| 2    | Allemagne de l'Ouest |          | 45 s 27 |
| 3    | RDA                  |          | 45 s 47 |
| 4    | Union soviétique     |          | 45 s 98 |
| 5    | Royaume-Uni          |          | 46 s 30 |
| 6    | Bulgarie             |          | 47 s 41 |
| 7    | Autriche             |          | 47 s 45 |

### 4 ×400mrelais
| Rang | Pays                 | Athlètes | Temps        |
| ---- | -------------------- | -------- | ------------ |
| 1    | Union soviétique     |          | 3 min 11 s 2 |
| 2    | France               |          | 3 min 11 s 5 |
| 3    | Allemagne de l'Ouest |          | 3 min 11 s 7 |
| 4    | Bulgarie             |          | 3 min 15 s 3 |
| 5    | Grèce                |          | 3 min 15 s 8 |
| 6    | Tchécoslovaquie      |          | 3 min 17 s 0 |
| 7    | Irlande              |          | 3 min 19 s 0 |
| 8    | Belgique             |          | 3 min 21 s 0 |

| Rang | Pays                 | Athlètes | Temps        |
| ---- | -------------------- | -------- | ------------ |
| 1    | RDA                  |          | 3 min 40 s 2 |
| 2    | Pologne              |          | 3 min 44 s 0 |
| 3    | Suède                |          | 3 min 46 s 7 |
| 4    | France               |          | 3 min 47 s 9 |
| 5    | Allemagne de l'Ouest |          | 3 min 48 s 1 |
| 6    | Union soviétique     |          | 3 min 50 s 1 |

### Décathlon/Pentathlon
| Rang | Pays                 | Athlète             | Points    |
| ---- | -------------------- | ------------------- | --------- |
| 1    | Union soviétique     | Aleksandr Blinayev  | 7 632 pts |
| 2    | Allemagne de l'Ouest | Eberhard Stroot     | 7 584 pts |
| 3    | Pays-Bas             | Frank Nusse         | 7 129 pts |
| 4    | Autriche             | Sepp Zeilbauer      | 7 127 pts |
| 5    | France               | Yves Leroy          | 6 788 pts |
| 6    | France               | Bernard Turbansky   | 6 541 pts |
| 7    | Union soviétique     | Aleksandr Grebenyuk | 6 404 pts |
| 8    | Suède                | Bo Sterner          | 6 368 pts |

| Rang | Pays                 | Athlète            | Points    |
| ---- | -------------------- | ------------------ | --------- |
| 1    | RDA                  | Monika Peikert     | 4 578 pts |
| 2    | Union soviétique     | Irena Vitane       | 4 482 pts |
| 3    | France               | Florence Picaut    | 4 422 pts |
| 4    | Bulgarie             | Ivanka Venkova     | 4 395 pts |
| 5    | Allemagne de l'Ouest | Eva Wilms          | 4 315 pts |
| 6    | Allemagne de l'Ouest | Helga Jaxt         | 4 313 pts |
| 7    | Suède                | Ingela Arvidsson   | 4 291 pts |
| 8    | Pologne              | Barbara Wasniewska | 4 227 pts |

## Tableau des médailles
| Rang | Nation               | Or | Argent | Bronze | Total |
| ---- | -------------------- | -- | ------ | ------ | ----- |
| 1    | RDA                  | 10 | 4      | 7      | 21    |
| 2    | Union soviétique     | 7  | 7      | 9      | 23    |
| 3    | Pologne              | 4  | 3      | 1      | 8     |
| 4    | Allemagne de l'Ouest | 3  | 8      | 5      | 16    |
| 5    | Royaume-Uni          | 3  | 4      | 1      | 8     |
| 6    | Tchécoslovaquie      | 2  | 0      | 1      | 3     |
| 7    | France               | 1  | 6      | 3      | 10    |
| 8    | Finlande             | 1  | 1      | 0      | 2     |
| 9    | Hongrie              | 1  | 0      | 4      | 5     |
| 10   | Pays-Bas             | 1  | 0      | 1      | 2     |
| 11   | Belgique             | 1  | 0      | 0      | 1     |
| 11   | Bulgarie             | 1  | 0      | 0      | 1     |
| 13   | Roumanie             | 0  | 2      | 0      | 2     |
| 14   | Espagne              | 0  | 0      | 1      | 1     |
| 14   | Suède                | 0  | 0      | 1      | 1     |
| 14   | Yougoslavie          | 0  | 0      | 1      | 1     |

## Légende
- dnf : abandon
- dsq : disqualification